# 마쓰바라 유키
마쓰바라 유키(일본어: 松原 優吉, 1988년 9월 5일 ~ )는 일본의 축구 선수이다.

## 구단 경력
그는 2011년부터 2020년까지 J리그의 카탈레 도야마, AC 나가노 파르세이루에서 활동하였다.